# 佩尔科森涅米

佩尔科森涅米在芬兰地图上的位置

佩尔科森涅米（芬蘭語：Pelkosenniemi，伊纳里萨米语：Pelkosnjargâ）是芬兰位于拉普兰区东部的一个市镇。2016年11月人口数量为949，面积为1,881.57平方公里，其中水域面积为45.40平方公里，人口密度0.52人/平方公里。当地99%的居民母语为芬兰语。本市镇为拉普兰区居民数量最少的市镇。周围的市镇为凯米耶尔维、罗瓦涅米、萨拉、萨武科斯基和索丹屈莱。
佩尔科森涅米的旅游景点有滑雪场、极具乡村风情的苏万托（Suvanto）村庄及一个在规划中的人工湖。

## 图集

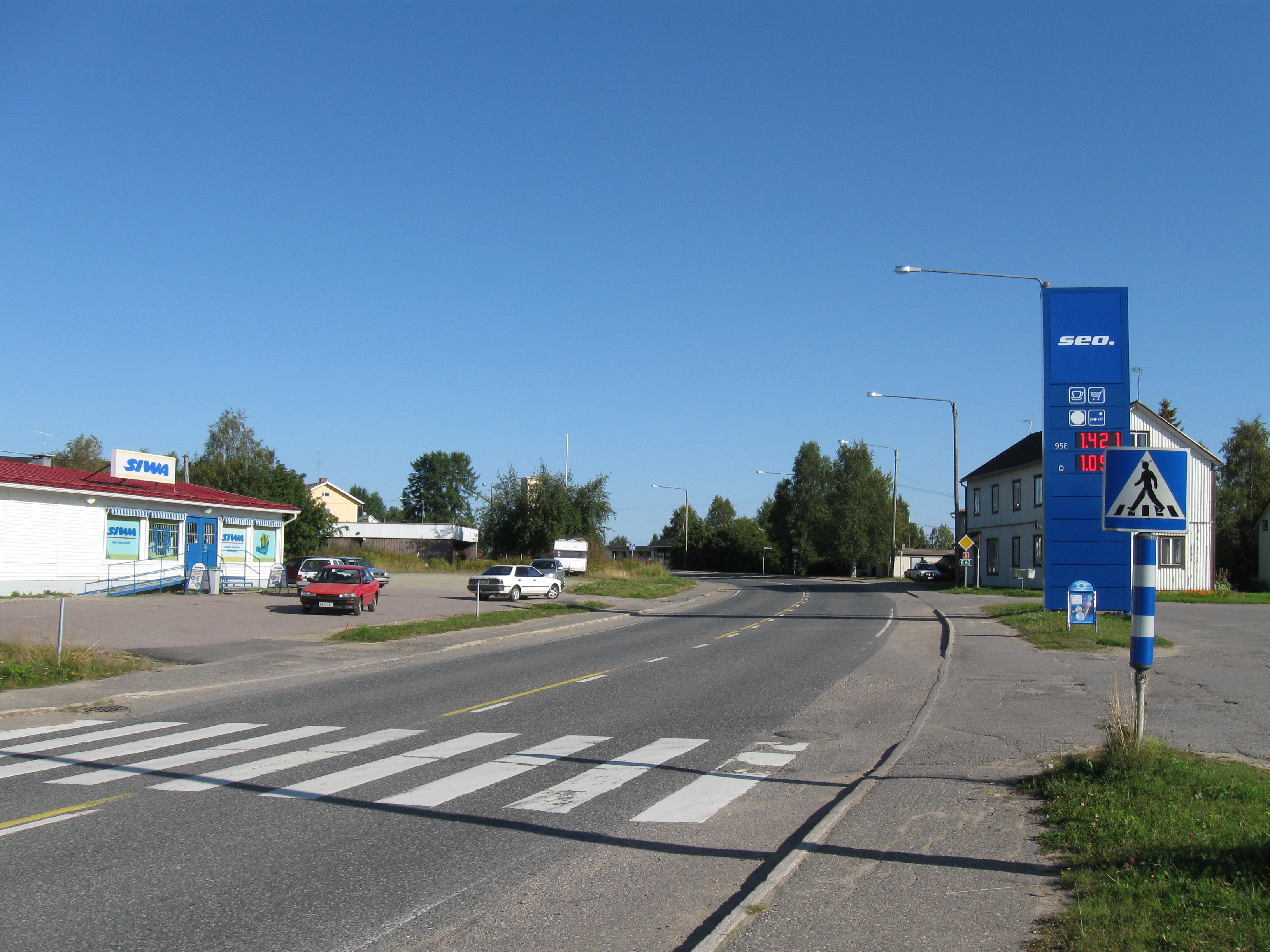
佩尔科森涅米市镇中心
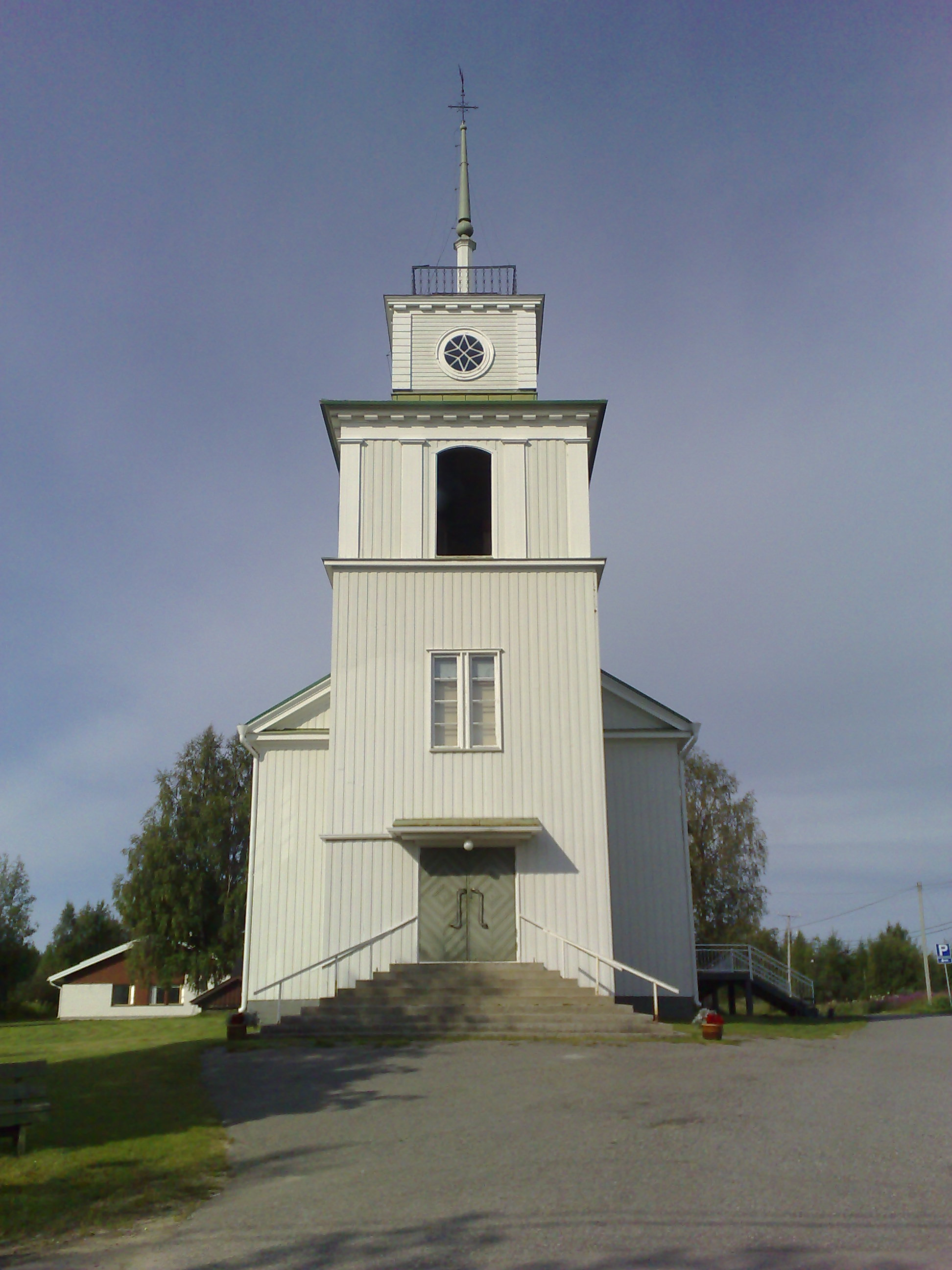
佩尔科森涅米教堂
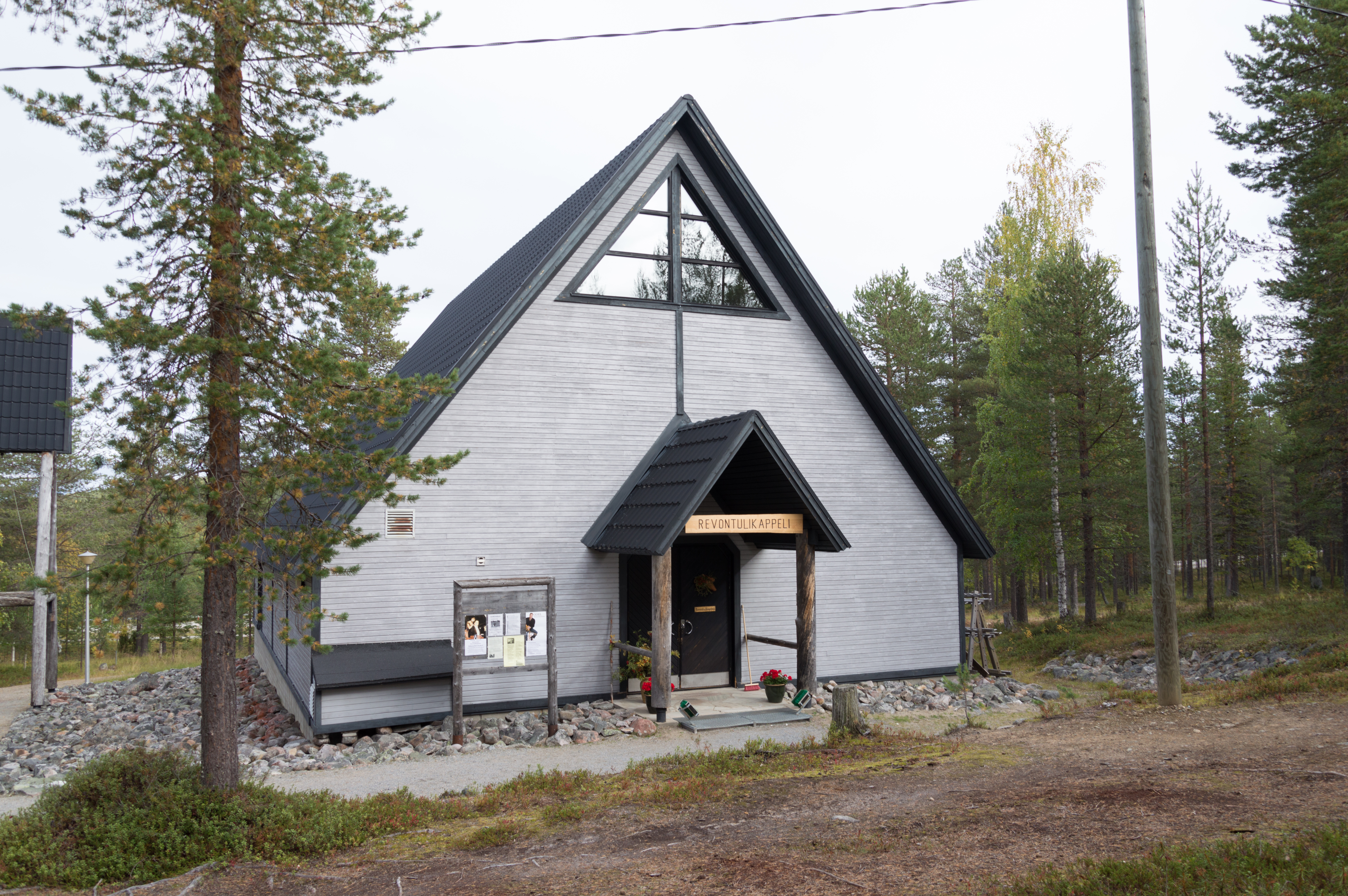
礼拜堂（Revontulikappeli）
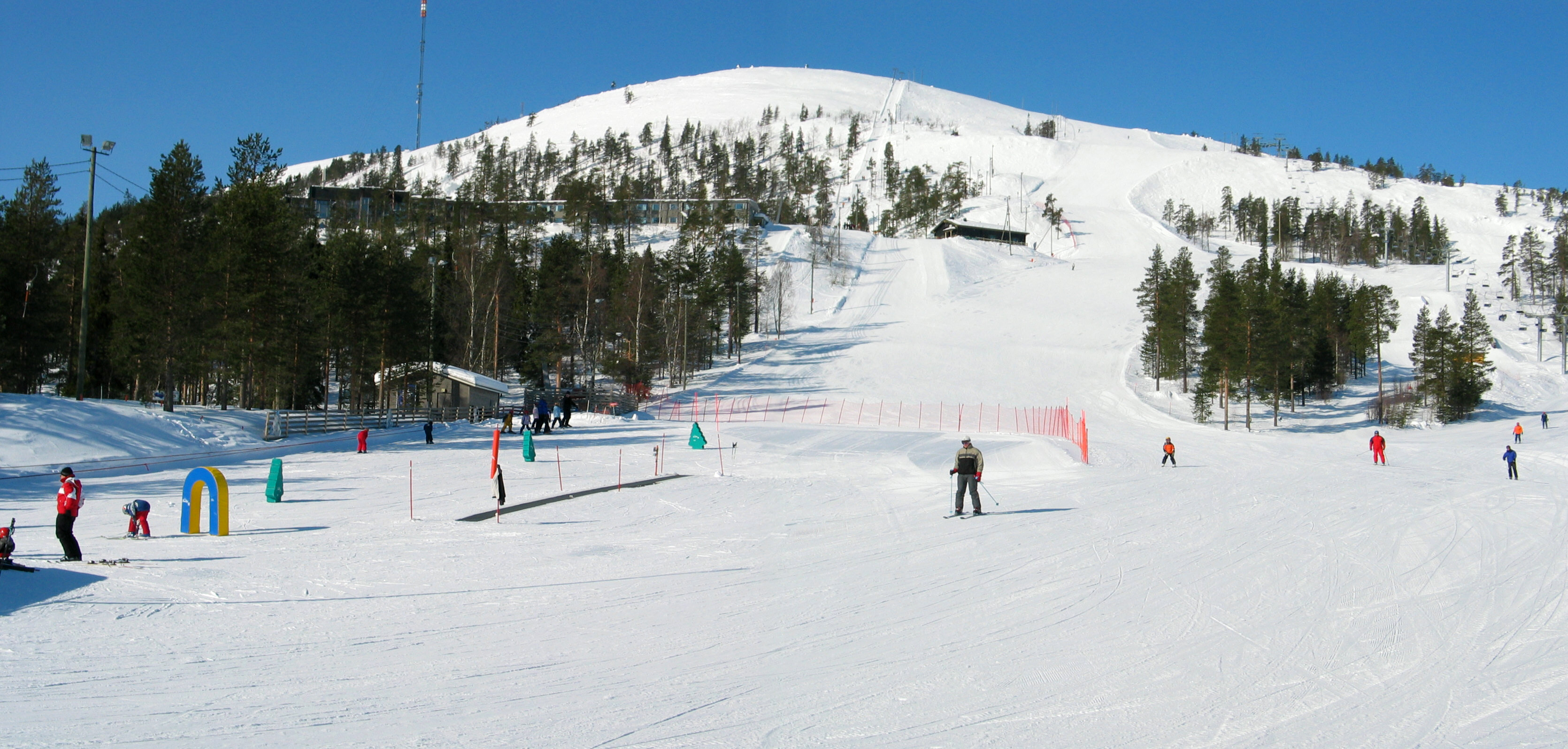
滑雪场
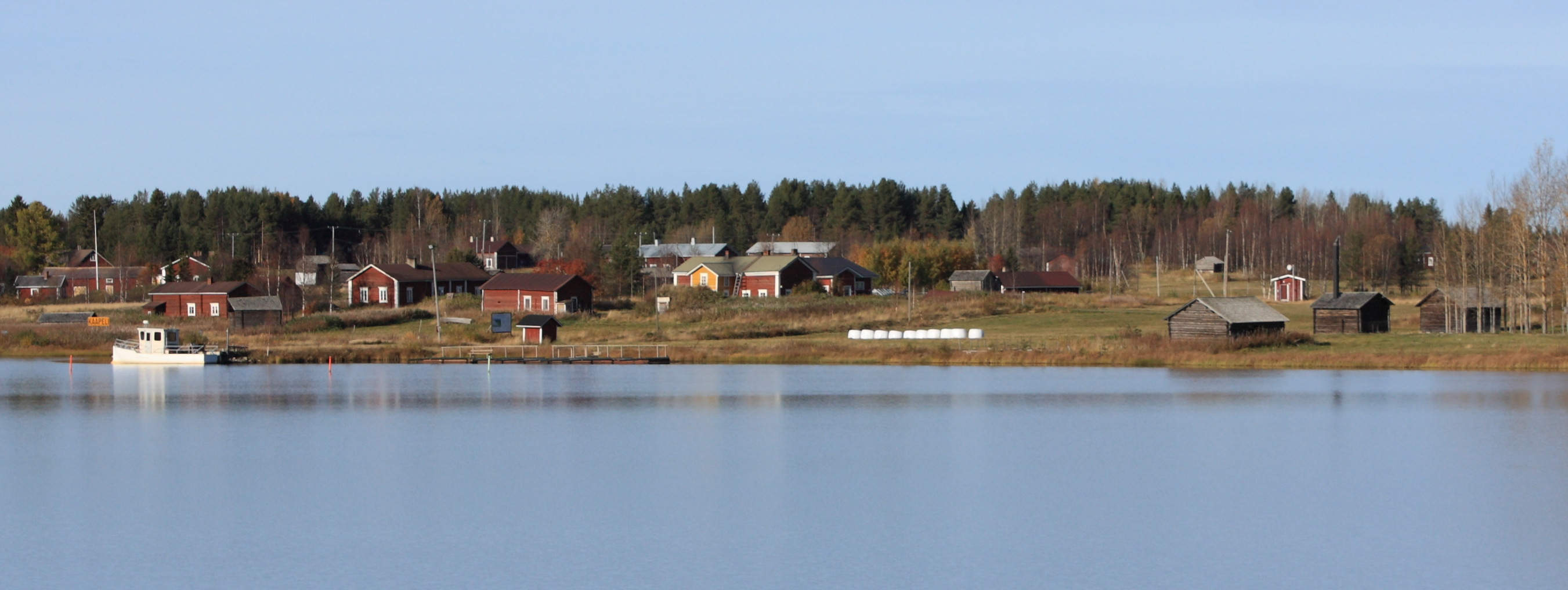
苏万托（Suvanto）村庄
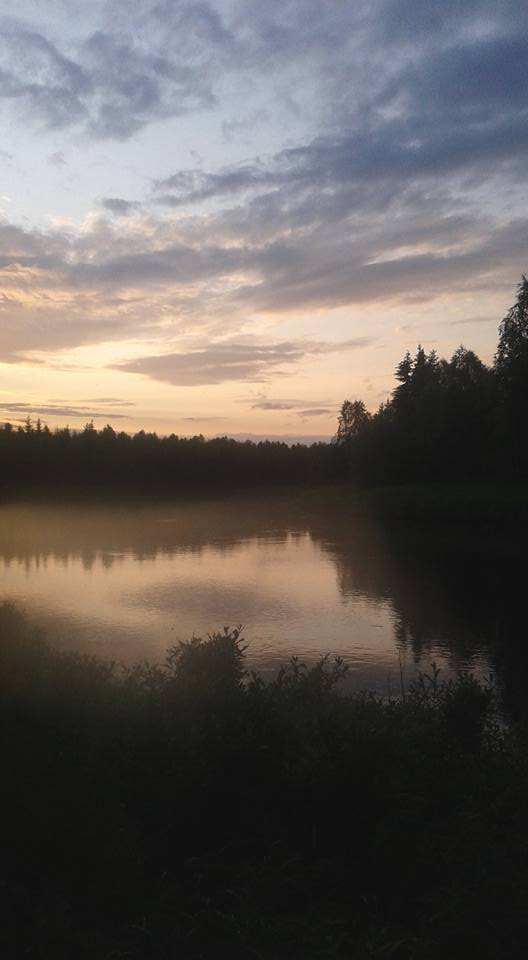
沃托斯河（Vuotosjoki）